# 木村康
木村 康（きむら やすし、1948年（昭和23年）2月28日 - ）は、日本の石油実業家、元石油連盟会長。日産自動車取締役会議長、国際石油開発帝石社外取締役、ENEOSホールディングス株式会社特別理事、元代表取締役会長、元JX日鉱日石エネルギー株式会社代表取締役社長・会長。元一般財団法人石油エネルギー技術センター理事長。

## 経歴
- 1948年 - 熊本県熊本市塩谷町（現・中央区新町）生まれ[1]。
- 熊本市立一新小学校、熊本大学附属中学校、熊本県立熊本高等学校卒業[2]。
- 1970年 - 慶應義塾大学経済学部卒業[3]。
  - 4月 - 日本石油入社[3]。
- 2002年 - 新日本石油取締役[3]。
  - 2004年 - 執行役員[3]。
  - 2005年 - 取締役執行役員[3]。
  - 2007年 - 常務取締役執行役員[3]。
  - 2008年 - 取締役常務執行役員[3]。
- 2008年 - 東京フットボールクラブ（FC東京）取締役 (兼務)[4]。
- 2010年 - JXホールディングス取締役[3]、JX日鉱日石エネルギー代表取締役社長・社長執行役員。
  - 2011年4月 - 2012年6月 石油エネルギー技術センター理事長
- 2012年 - JXホールディングス株式会社代表取締役会長[3]、JX日鉱日石エネルギー代表取締役会長、石油連盟会長。
- 2016年 - JXTGエネルギー代表取締役会長
- 2017年 - JXTGホールディングス代表取締役会長
- 2018年 - JXTGホールディングス相談役
- 2019年 -
  - 5月 - 春の叙勲で、旭日大綬章を受章[5][6]。
  - 6月 - 日産自動車取締役会議長 (現職)
  - 同月 - ENEOSホールディングス特別理事 (現職)
  - 同月 - 国際石油開発帝石社外取締役 (現職)